# Renault 6
Der Renault 6 – kurz R6 – ist ein PKW-Modell der Firma Renault, das zwischen Sommer 1968 und Ende 1986 gebaut wurde.

## Modellgeschichte

### Allgemeines
Der Renault 6 wurde im Oktober 1968 auf den Markt gebracht. Er war als etwas größere Ergänzung zum Renault 4 konzipiert. Der R6 richtete sich mit seinem Aussehen, das sich am Renault 16 orientierte, vor allem an junge Familien. Er wurde im Laufe der Zeit in verschiedenen Varianten gebaut, die sich vor allem am Bug unterschieden. So waren die Scheinwerfer der ersten Version rund und hatten einen Aluminiumrahmen. Der Kühlergrill war verchromt.
Im August 1973 wurden quadratische Frontscheinwerfer, größere Heckleuchten und Kühlergrill ohne Chromelemente und eine andere Kennzeichenbeleuchtung eingeführt.
Von Sommer 1973 bis Mitte 1984 wurde die Version 4x4 Sinpar mit Allradantrieb gebaut.
Im April 1980 endete die Produktion des Renault 6 in Frankreich. Den Platz in der Kompaktklasse übernahm der seit Mai 1976 gebaute Renault 14, auch wenn dieser nicht als direkter Nachfolger des R6 eingeordnet wird, und unterhalb dessen war die 1979 eingeführte 5-türige Version des Renault 5 vorgesehen.
In Südamerika gehörte das Fahrzeug lange Zeit zu den beliebtesten Automodellen. Dort lief der R6 noch bis Mitte 1984 weiter vom Band. In Spanien wurde der Renault 6 von FASA-Renault, der spanischen Konzerntochter von Renault in Valladolid, gebaut. Dort wurde die Produktion erst Ende 1986 nach etwa 328.000 gebauten Fahrzeugen eingestellt.

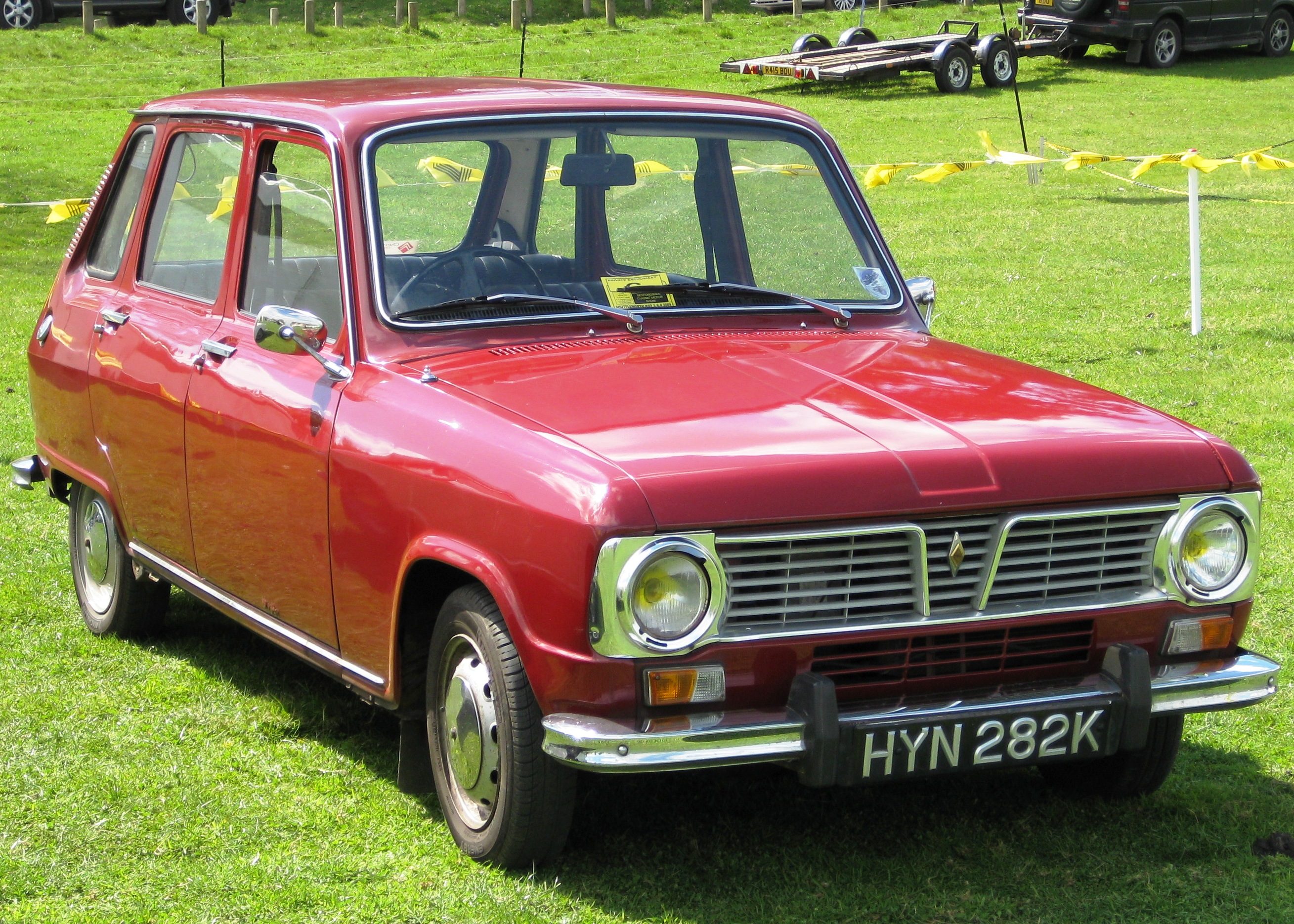
Renault 6
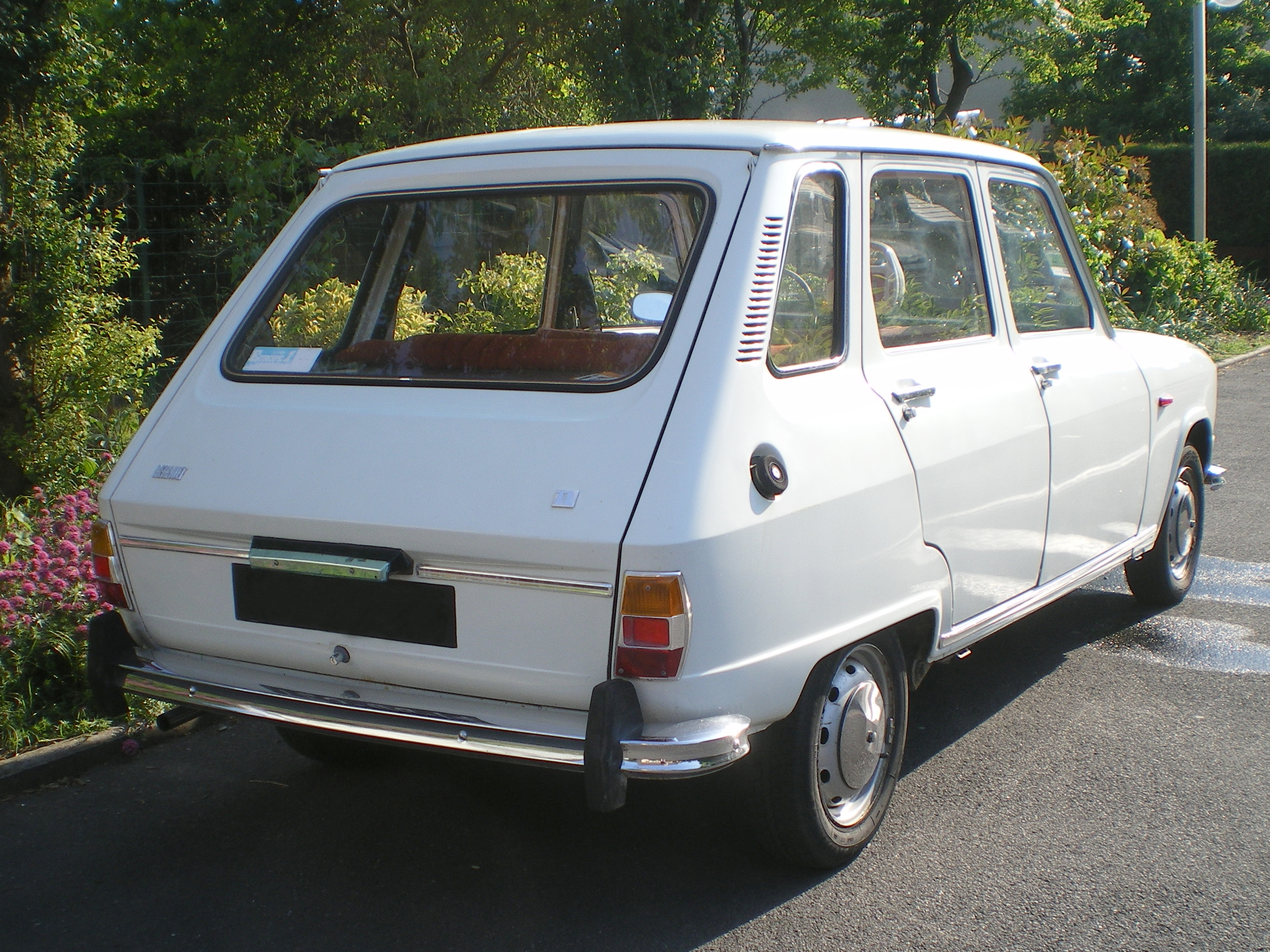
Heckansicht
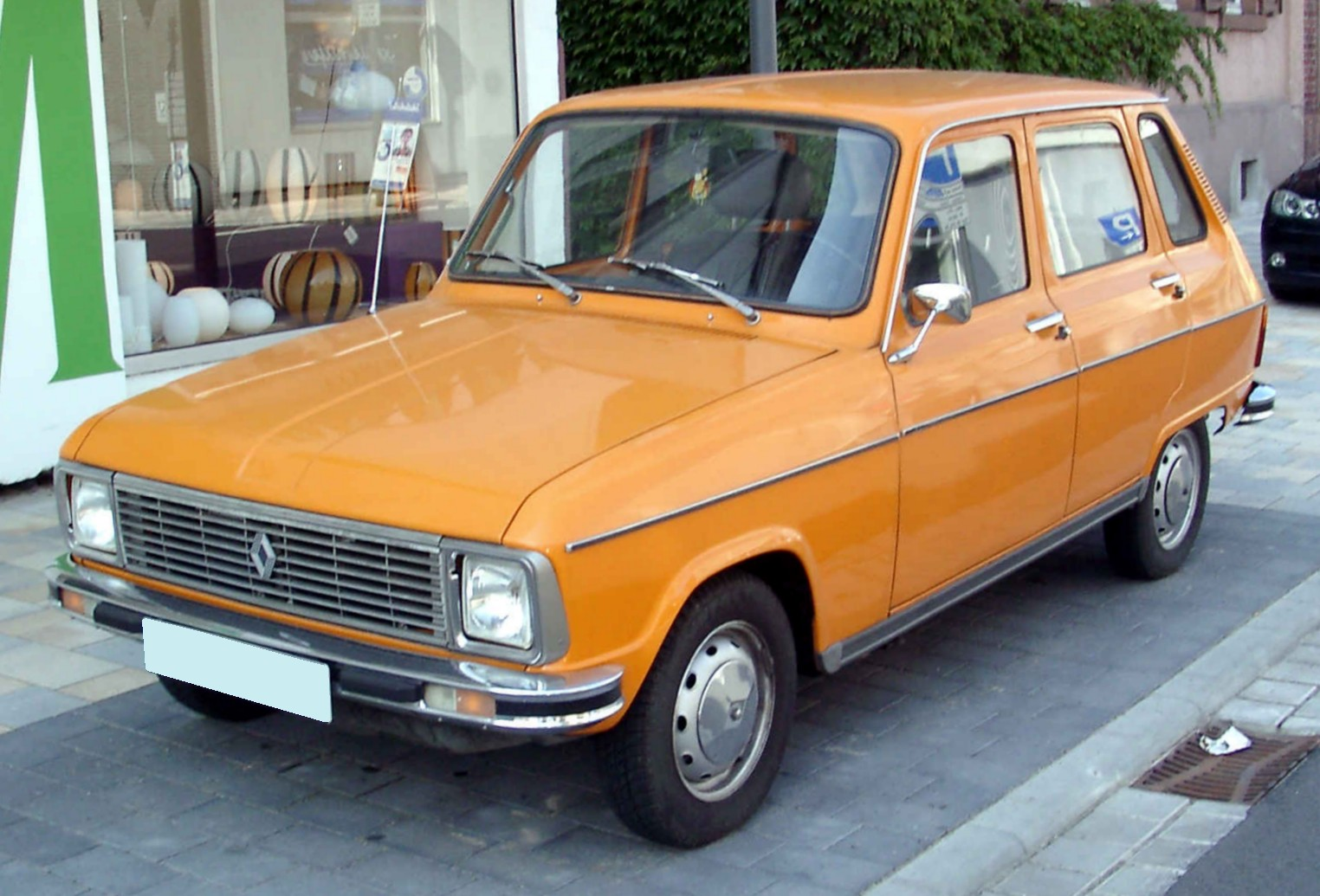
Renault 6 TL (1973–1986)
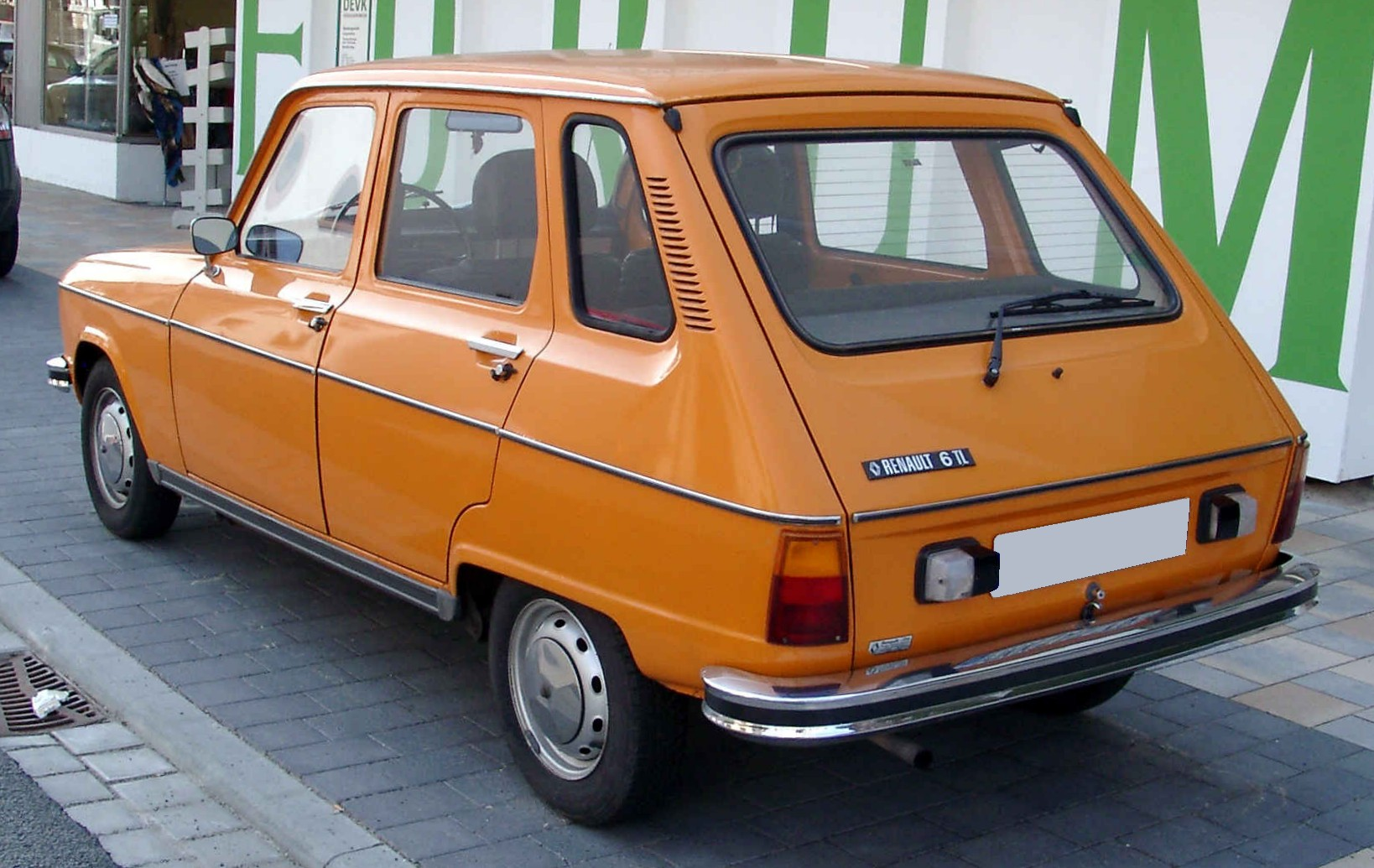
Heckansicht

### Technik
Der Plattformrahmen und das Fahrwerk mit Doppelquerlenkern und Stabilisator vorn und Längsschwingen hinten, Drehstabfedern, Zahnstangenlenkung und Trommelbremsen waren dem des R4 weitgehend gleich. Den R6 gab es aber auch mit Scheibenbremsen vorn. Die Teleskopstoßdämpfer hinten waren wie auch beim R4 nahezu liegend angeordnet, um Platz zu sparen. Die Achslastverteilung des R6 ergibt ein nahezu neutrales Eigenlenkverhalten und die gute Spurhaltung wurde in Testberichten mit jener des BMW 02 verglichen.
Auch die Karosserie orientierte sich an der Vollheckbauweise des R4, die jedoch nicht in demselben Maße raumökonomisch umgesetzt wurde: Trotz erheblich größerer Außenabmessungen fiel die Sitzbreite geringer aus als beim R4. Wie beim R4 reichte die über dem Heckfenster angeschlagene Heckklappe bis zum Wagenboden hinunter.
Es gab drei Motorvarianten im R6:

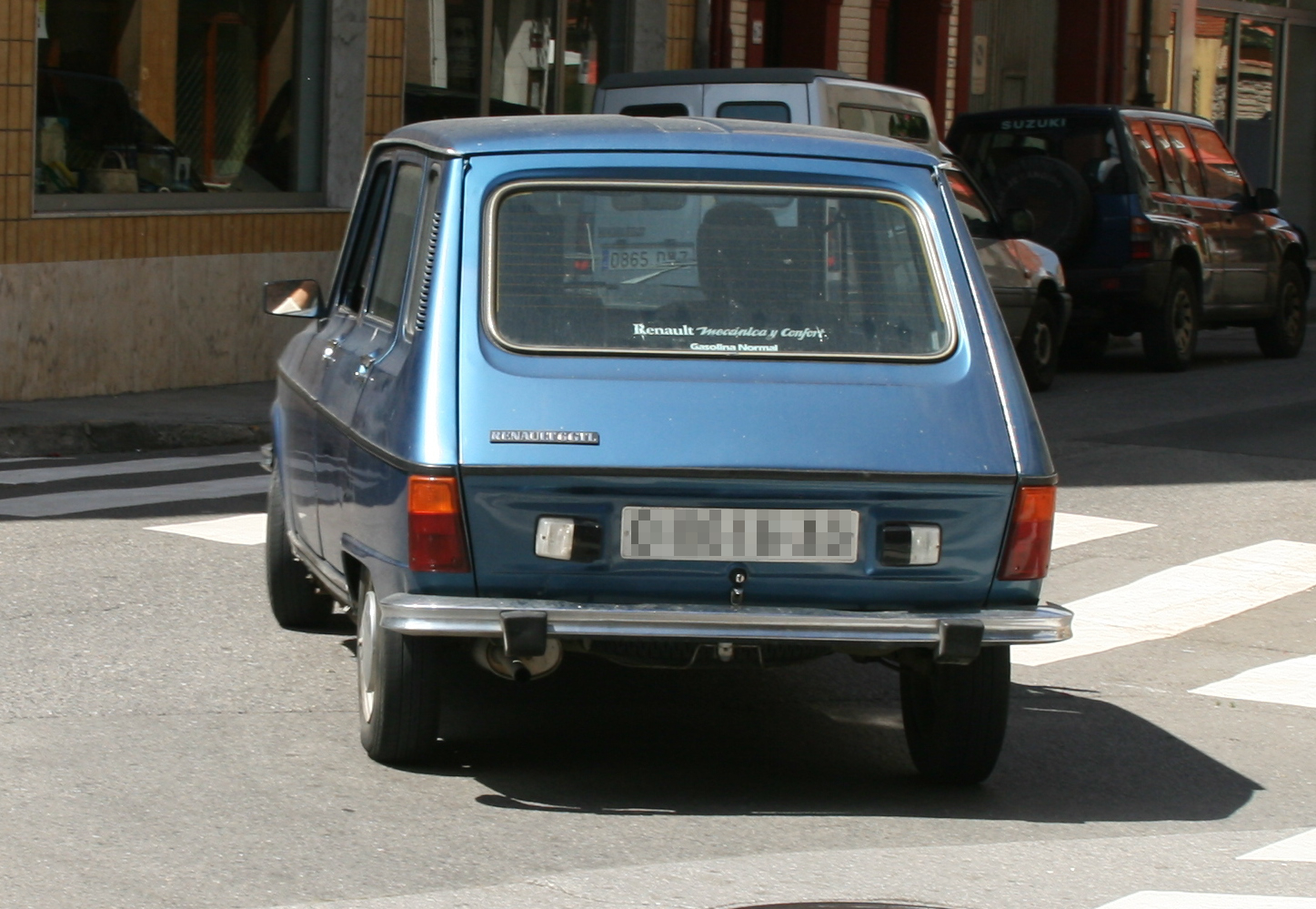
Renault 6 GTL (1978–1986)

Der R6 L (Werkscode R1180) war mit dem Motor des R4 mit einem Hubraum von 845 cm³ ausgestattet, allerdings mit einer auf 25 kW (34 PS) gesteigerten Leistung.
Der R6 TL (R1181) wurde von Herbst 1969 bis Sommer 1978 produziert und leistete 33 kW (45 PS) bei einem Hubraum von 1108 cm³. Im Herbst 1970 folgte noch eine Variante mit 35 kW (47 PS).
Die stärkste Version war ab Sommer 1978 der R6 GTL mit 1397 cm³ und 44 kW (60 PS), wobei weitere Modernisierungen sowohl die Fahrleistungen verbesserten als auch den Verbrauch senkten.
Auch die aus R4 etc. bekannte Krückstockschaltung im Armaturenbrett wurde im R6 übernommen.